# Croix du Mérite militaire (Bavière)
Pour les articles homonymes, voir Croix du Mérite militaire.
La Croix du Mérite militaire  (de Bavière) (en allemand : Militär-Verdienstkreuz (Bayern)) a été fondée le 19 juillet 1866 par le roi Louis II de Bavière pour distinguer les actions pendant les guerres de 1866 (Guerre austro-prussienne), puis de 1870 (Guerre franco-allemande) et la Première Guerre mondiale.
Elle a été la principale décoration du royaume pour bravoure et mérite militaire pour les soldats enrôlés. Elle était destinée à "récompenser le mérite extraordinaire de sous-officiers, soldats et fonctionnaires de rang inférieur". Elle a été initialement créée le 19 juillet 1866 comme 5e classe de l'Ordre du Mérite militaire, qui était la principale décoration pour bravoure et mérite militaire pour les officiers et fonctionnaires de rang supérieur. Les civils agissant en soutien de l'armée ont également été rendus éligibles pour la décoration.

## Description
La Croix du Mérite militaire était classée après les médailles d'or et d'argent du mérite militaire (rebaptisé médailles de bravoure en 1918), qui étaient les honneurs militaires les plus élevées de Bavière pour les sous-officiers et soldats enrôlés.
La croix est une croix de Malte avec un médaillon central. Sur le centre de l'avers de la médaille se trouve le monogramme "L" pour le roi Louis II, et le mot «Merenti" sur le pourtour du médaillon. Sur le revers se trouve un lion de Bavière avec la date de fondation, "1866", sur le pourtour. Le médaillon central est émaillé (la Croix du Mérite militaire originale se distingue de l'Ordre du Mérite militaire de 2e classe seulement en ayant des branches de la croix en argent au lieu d'être en bleu émaillé).
Le premier récipiendaire semble avoir été le Gendarme Johann Winter, qui a reçu la Croix du Mérite militaire de l'Armee-Befehl (ordre de l'armée) le 20 août 1866
La Croix de Mérite militaire de Bavière a subi trois révisions majeures. En février 1891, la décoration avec épées a été créée pour distinguer les récompenses en temps de guerre, que ce soit pour bravoure ou pour mérite militaire, des récompenses en temps de paix. Cela a été rendu rétroactif pour les décorations de la guerre austro-prussienne de 1866 et de celles de la guerre franco-prussienne de 1870-71.
En 1905, les statuts de l'Ordre du Mérite militaire ont été révisés à nouveau et la Croix du Mérite militaire a été divisée en deux classes. La Croix du Mérite militaire est devenue la Croix du Mérite militaire 1re classe, et une nouvelle classe a été créée: la 2e classe qui n'avait pas l'émail sur le médaillon. L'attribution des classes était basée sur le rang du destinataire.
En 1913, une autre révision des statuts de l'Ordre du Mérite militaire divise la Croix du Mérite militaire en trois classes. L'ancienne 2e classe non émaillée devient la 3e classe et passe de l'argent au bronze. L'ancienne 1re classe devient la 2e classe et une nouvelle 1re classe est créée identique à la 2e classe, sauf qu'elle est dorée plutôt qu'argentée. En outre, toutes les classes peuvent être récompensées par une couronne. La couronne pouvait être attribuée pour une deuxième récompense d'un sous-officier ou soldat qui avait déjà reçu une classe particulière et dont le rang empêchait l'attribution d'une classe supérieure, ou pour reconnaître un plus grand mérite. Il y a alors effectivement 12 combinaisons possibles: 3 classes chacune avec ou sans couronne, et chacune avec ou sans épées. Le nombre de combinaisons pouvait être doublé étant donné qu'il y avait deux rubans possibles, l'un pour les soldats et l'autre pour les fonctionnaires (Beamtenband).
La Première Guerre mondiale éclate l'année suivante, et la Croix du Mérite militaire devient la décoration principale de Bavière pour récompenser le courage et le mérite des soldats enrôlés dans cette guerre, à peu près équivalente à la Croix de fer (sauf que, à la différence avec la Croix de fer, les classes de la Croix du Mérite militaire ont été attribuées en fonction du rang du soldat). Selon une source, le nombre total de distributions de toutes les classes a été de 380 976. Environ 290 000 ont été des 3e classe avec épées et environ 73 000 des 3e classe avec Couronne et épées, les deux plus bas niveaux.
La Croix du Mérite militaire est devenue obsolète avec la chute de l'Empire allemand et du Royaume de Bavière en 1918, bien que le gouvernement bavarois a continué à distribuer ces récompenses jusqu'en 1920.

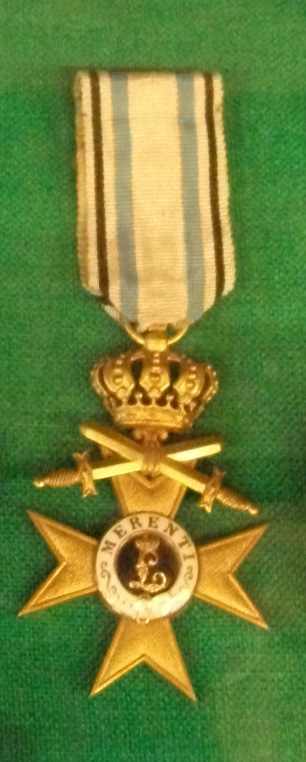
exemplaire du Fort de la Pompelle.

## Quelques Récipidiaires
- Sepp Dietrich
- Hans Ehard
- Ludwig Erhard
- Adolf Hitler
- Walter Krüger (général SS)
- Otto Kissenberth (en)
- Hans von Obstfelder
- Max Ritter von Müller (en)
- Hermann Hoth